# Oskar Rancken
Johan Oscar Immanuel Rancken, född 23 januari 1824 i Bjärnå, död 30 mars 1895 i Vasa, var en finländsk skolman, historiker och folklivsvetare. Han var far till Freyvid Rancken.
Rancken blev 1853 filosofie doktor och var 1854-1887 lektor i historia och geografi vid Vasa gymnasium, sedermera svenska lyceet i Vasa, och verkade 1865-1872 och 1874-1876 som läroverkets rektor.
En stor del av hans skrifter berör personer och händelser från finska kriget 1808-1809, till exempel Fänrik Ståls hjeltar och skådeplatsen för deras bragder (1864), Bonderesningen i svenska Österbotten 1808 (1882), m.fl. Rancken var den förste som systematiskt samlade in finlandssvensk folklore. Denna verksamhet resulterade i ett stort privatarkiv och en omfattande boksamling, vilka han 1886 donerade till Vasa lyceum.
Rancken var gift två gånger, först med Kristina Wilhelmina Asp och senare med Elin Maria Mannelin. Han var son till Engelbrekt Rancken och Anna Maria Hirn.

## Publikationer
- Dc locis scriptorum vitam Catharinae Magni filiae svecorum reginae declarantibus (1850)
- Drottning Karin Månsdotter (1850)
- De litteris historicis et geographicis Fennorum usque ad Academiam Aboensem anno 1722 restitutam (1851)
- Folksången hos de romaniska och germaniska nationerna (1859)
- Handledning i praktisk uppfostringslära (1859)
- Cid i de Spanska romanserna, hos Corneille och Herder (1861)
- Något om Sveriges skollagstiftning och skolor närmast före deras reform 1856 (1861)
- Michael Choraeus, skalden, belyst genom några förut otryckta skriftstycken, såsom bilagor till hans biografi samlade och utgifna (1875)
- Hauswolffs journal öfver Sveaborgs belägring (1878)
- Adolf Ivar Arwidssons landsförvisning och ställning till pseudonymerna Pekka Kuoharinen och Olli Kekäläinen (1879)
- Granskning af 1872 års skolordning för Finland (1879)
- Slägten Rancken i Finland jemte närmaste kända förbindelser, i äldre tid i synnerhet genom familjen Klöfverblad (1882)
- Ätten Reeth N:o 598.  (1884)
- Axel Germund Liljegren (1887)
- Om J.W.v. Goethes skådespel Torqvato Tasso i öfversättningar till svenska (1888)
- Sastamala (1888)
- Johan Ludvig Runeberg och Fänrik Ståls sägner (1864)
- Barnets första skolår (1871)[4]